# Robe de la chèvre

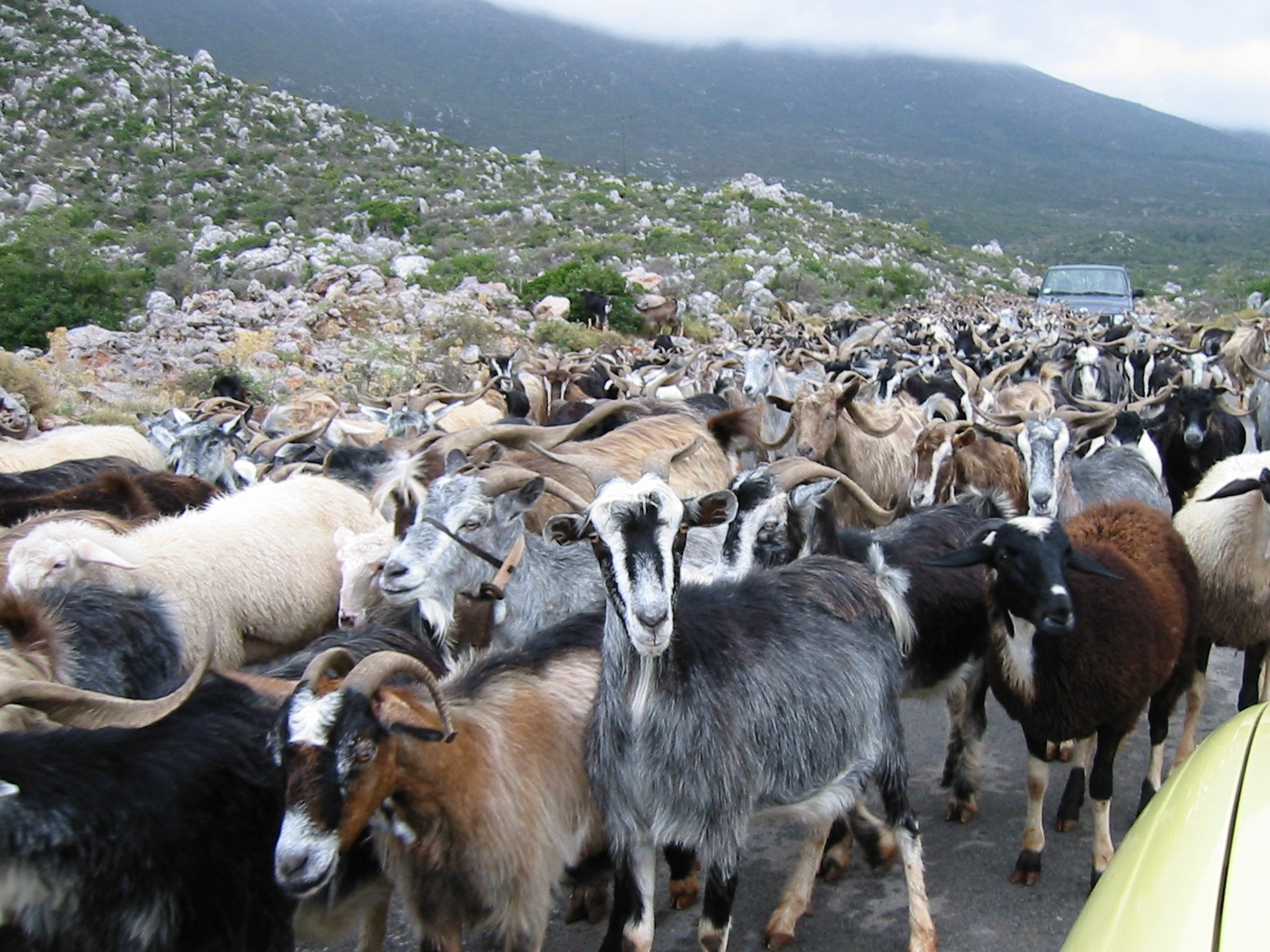
Troupeau de chèvres de différentes couleurs de robe.

La robe de la chèvre est la ou les couleurs d'une chèvre, c'est-à-dire de ses poils, selon les gènes hérités de ses parents et s'exprimant par des mécanismes mal connus.
Ces couleurs vont du noir au blanc, en passant par toutes les gammes du « marron ».
En 1994, Stefán Aðalsteinsson et al. ont observé dix patrons de robe chez les chèvres, postulant qu'elles soient déterminées par dix allèles du gène agouti, la onzième robe, le noir, résultant des allèles récessifs pour agouti. En 2015, l'étude chinoise de Yang Ding et al. détermine l'implication de 13 allèles dans la couleur de robe des chèvres.

## Description
Les robes et particularités du pelage des chèvres sont :  blanc ou tan (Awt), masque noir (Abm), bezoar (Abx), blaireau (Ab), gris ou rouan (Ag), ventre clair ou noir et feu (Ajb), marques suisses (Aam), rayures latérales (Ajo), mahogany (Amh), joues rouges (Arc), et non-agouti (Aa).

### Blanc - Awt

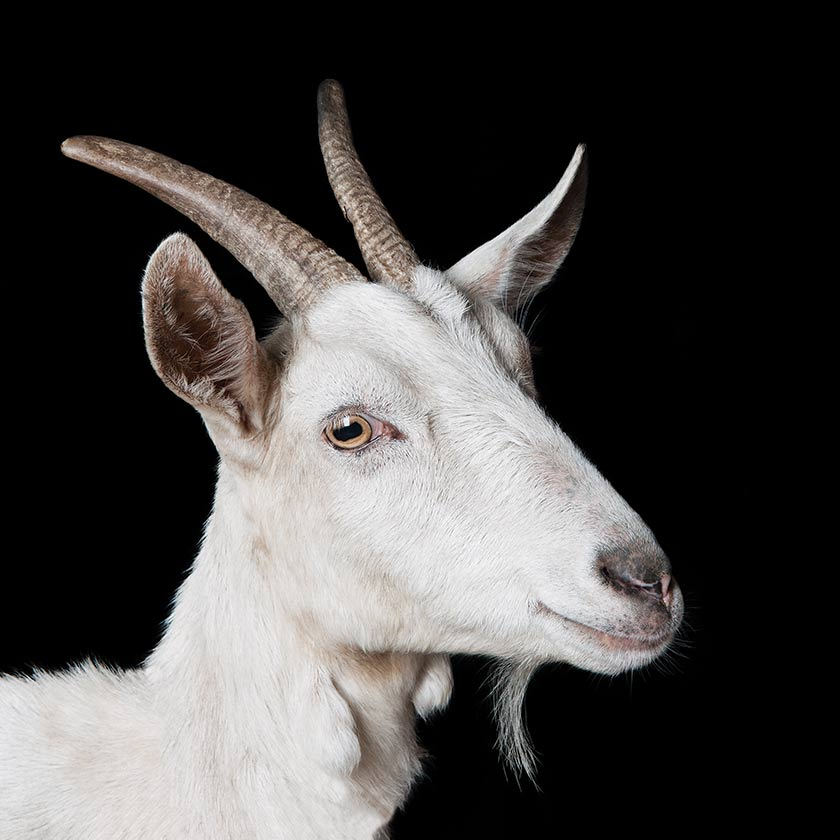
Détail sur la tête d'une chèvre blanche.

L'allèle dominant Awt est à l'origine de la couleur blanche ou crème chez les chèvres. Cette robe est universellement décrite comme blanche ou crème très clair, avec de possibles poils légèrement roux. Les chèvres blanches ne sont pas albinos, car leur pelage et leur peau conservent des pigments localisés, et leurs yeux ne sont pas rouges ou roses.

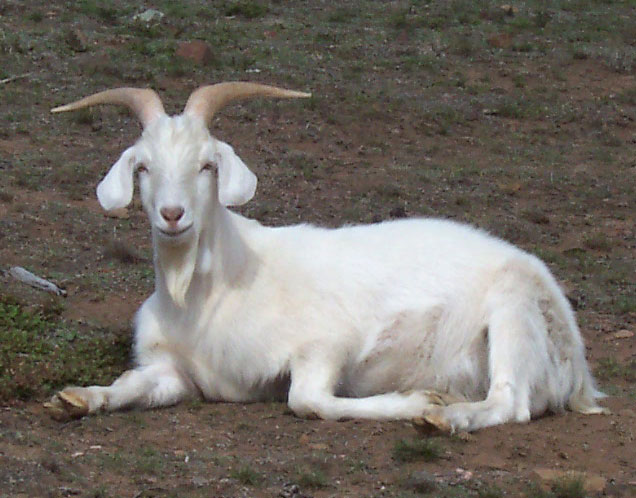
Bouc blanc.
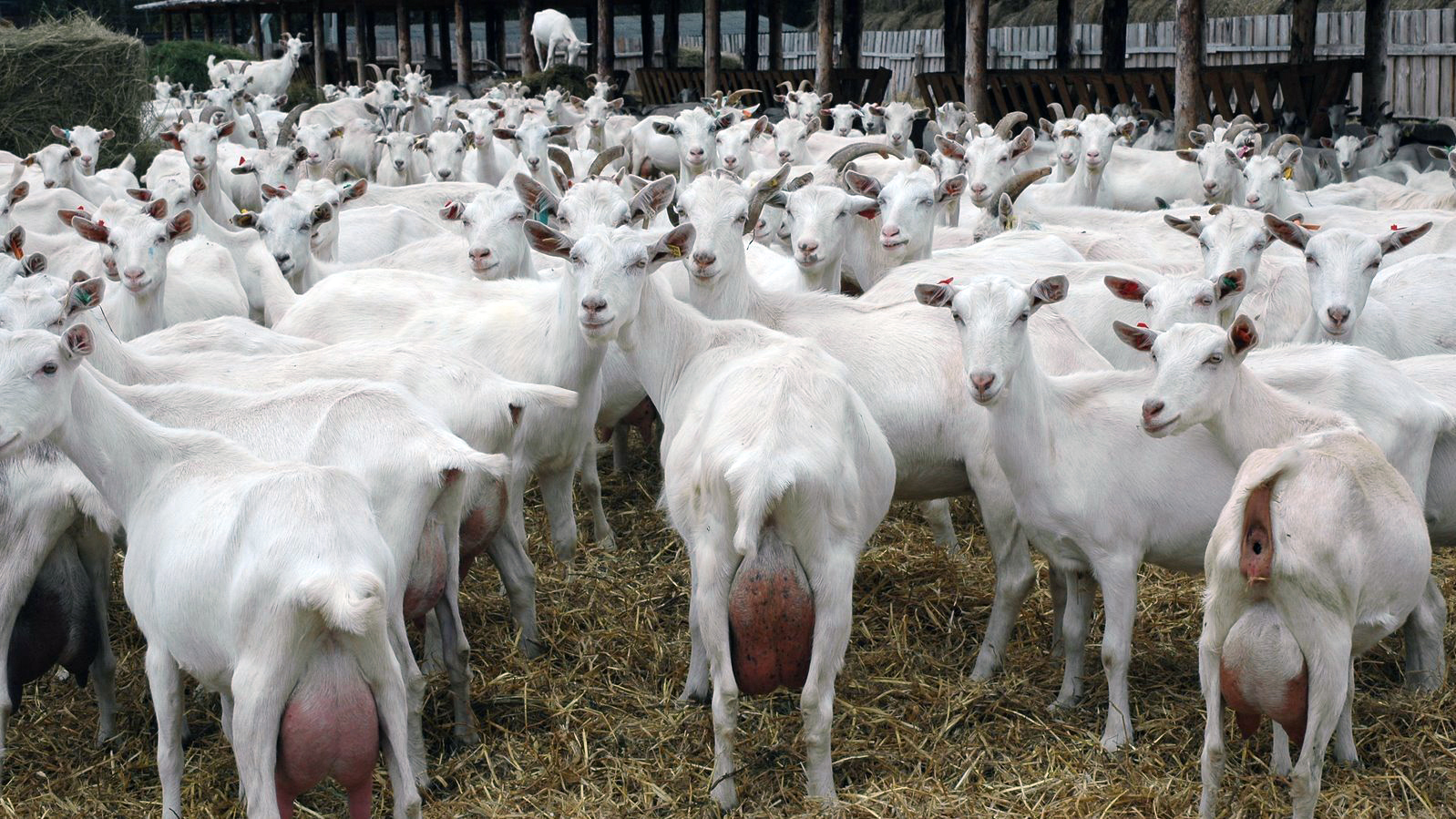
Groupe de chèvres de race Saanen.
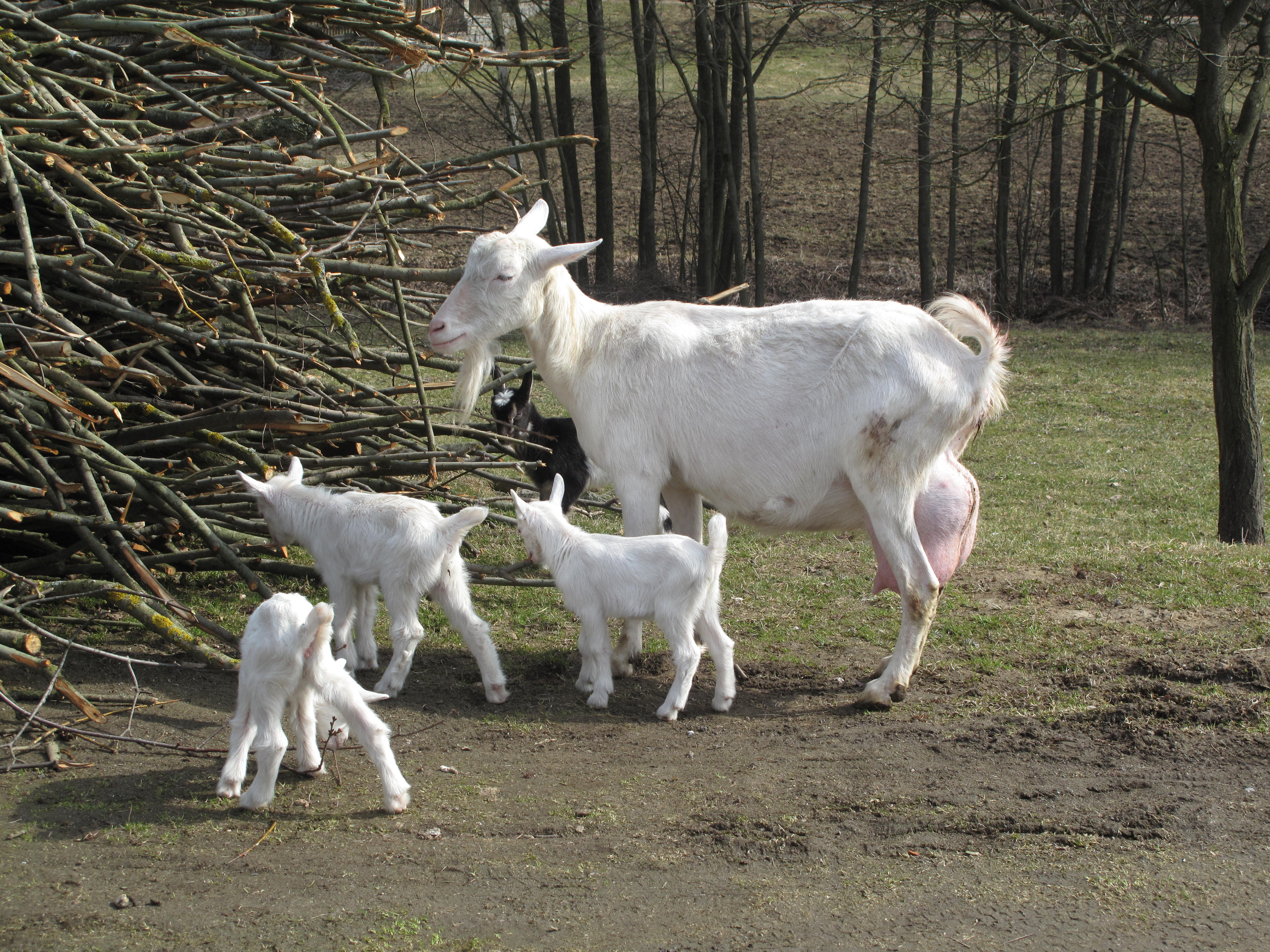
Chèvre blanche avec ses chevreaux

La robe blanche est notamment présente chez les chèvres de race Saanen. Une étude chez la Saanen, publiée en 1971, montre une transmission autosomique dominante de cette robe.
Les chèvres des Boers, majoritairement blanches conservent à minima des pigments au niveau de la peau et des sabots, afin de résister au soleil.

### Masque noir - Abm

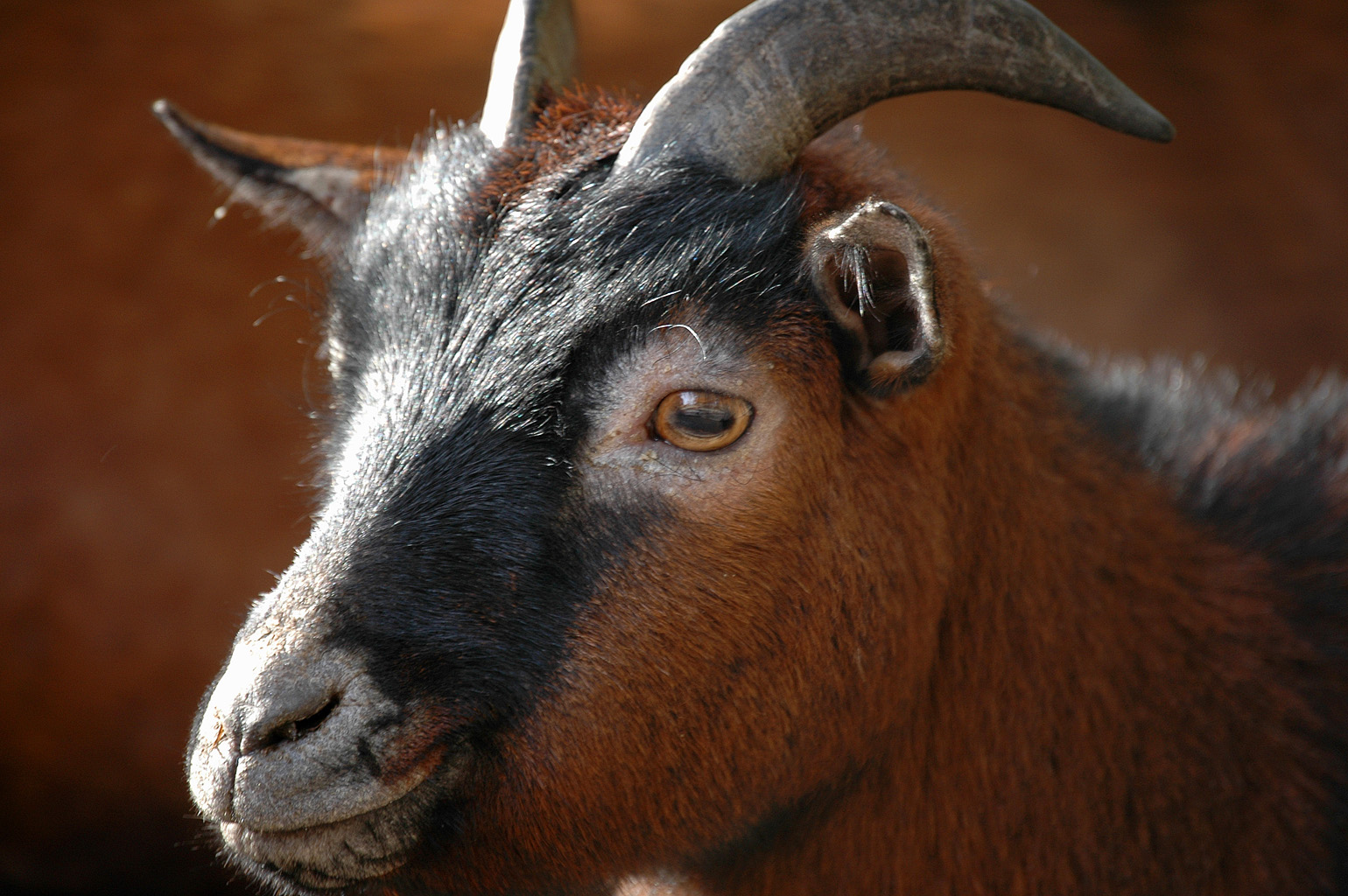
Détail sur la tête d'une chèvre exprimant la mutation Abm.

La robe « masque noir » est due à l'allèle Abm. Elle se caractérise par la présence d'une rayure dorsale noire ou blanche, d'un type général primitif, et d'une possible couleur plus claire sur le ventre.

### Bezoar - Abx

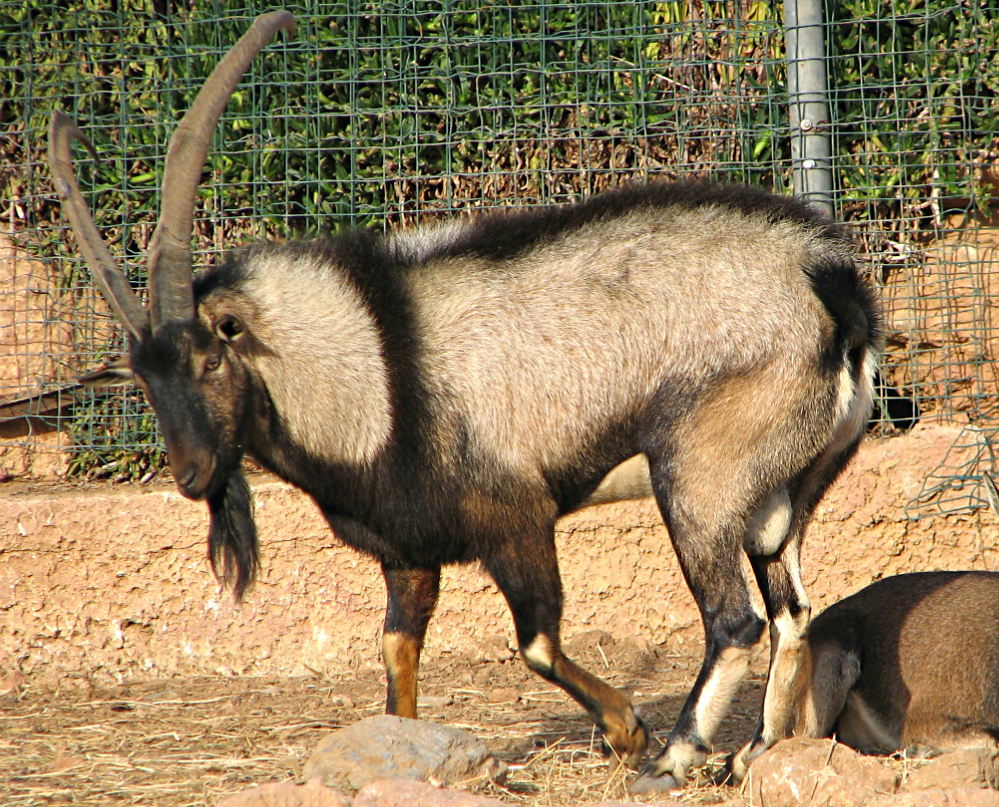
Capra aegagrus creticus.

La robe bezoar est très proche phénotypiquement de celle de la chèvre sauvage (Bezoar Ibex - Capra aegagrus aegagrus). L'allèle Abx a été décrit pour la première fois en 1994.

### Blaireau- Ab

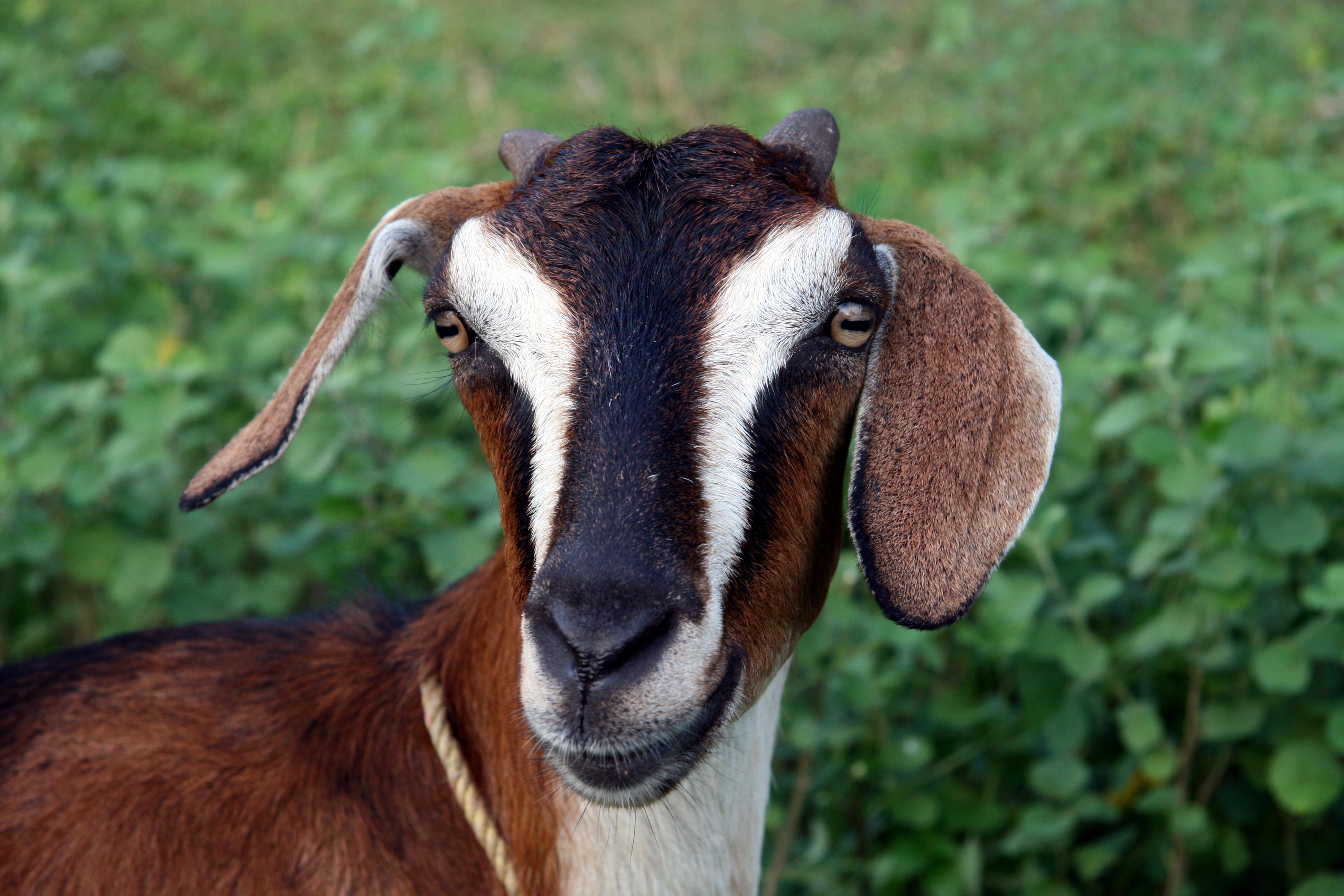
Détail sur la tête d'une chèvre exprimant la mutation Ab.

La mutation blaireau donne, comme son nom l'indique, un marquage en tête similaire à celui des blaireaux. Ce marquage chez la chèvre semble très proche génétiquement du marquage phénotypiquement comparable trouvé chez les moutons.
Chez les chèvres de race Gurguéia, cette particularité a sans doute été héritée des croisements avec la chèvre alpine.

### Gris ou rouan - Ag

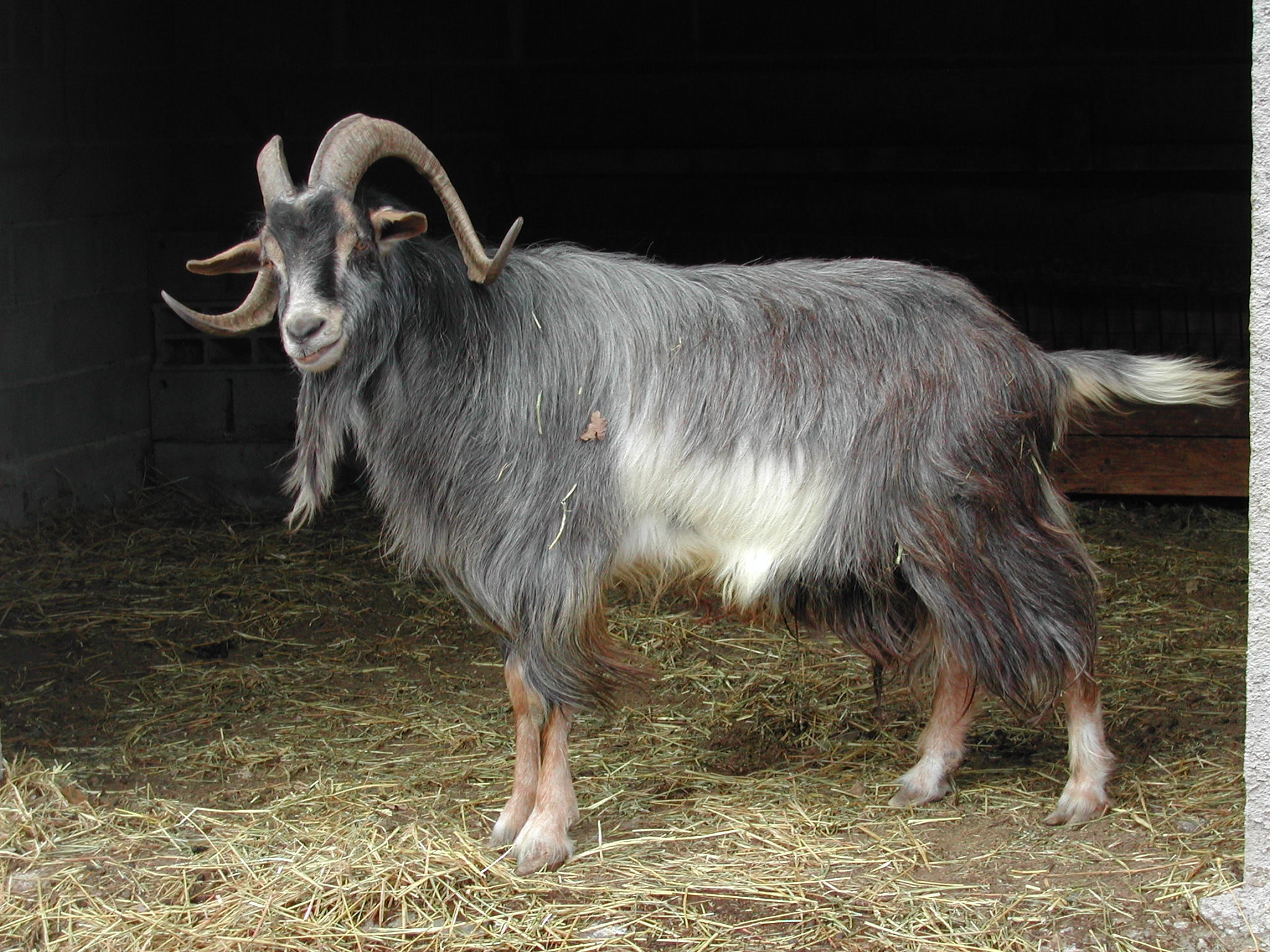
Bouc gris ou rouan.

Le gris est confondu avec le rouan dans les descriptions. C'est un mélange de poils blancs à une autre couleur de base de la chèvre, stable dans le temps.

### Ventre clair / noir et feu  - Ajb

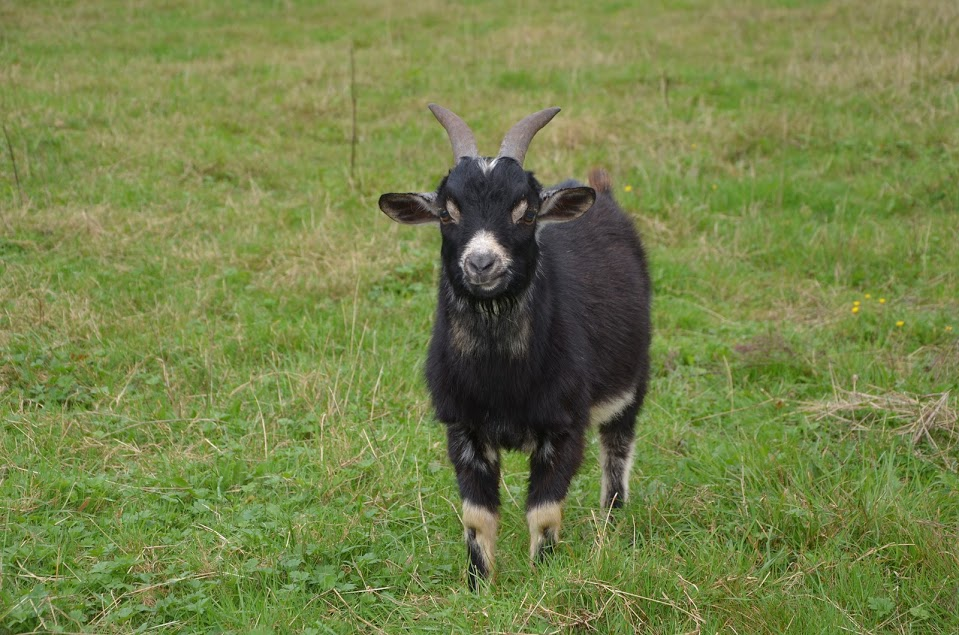
Chèvre naine noir et feu.

Cette robe a été nommée noir et feu, avec une notation Ajb, par le chercheur français J. J. Lauvergne en 1978. Elle est aussi nommée « noir et feu poitevin » chez la chèvre poitevine.

### Non-agouti - noir - aa

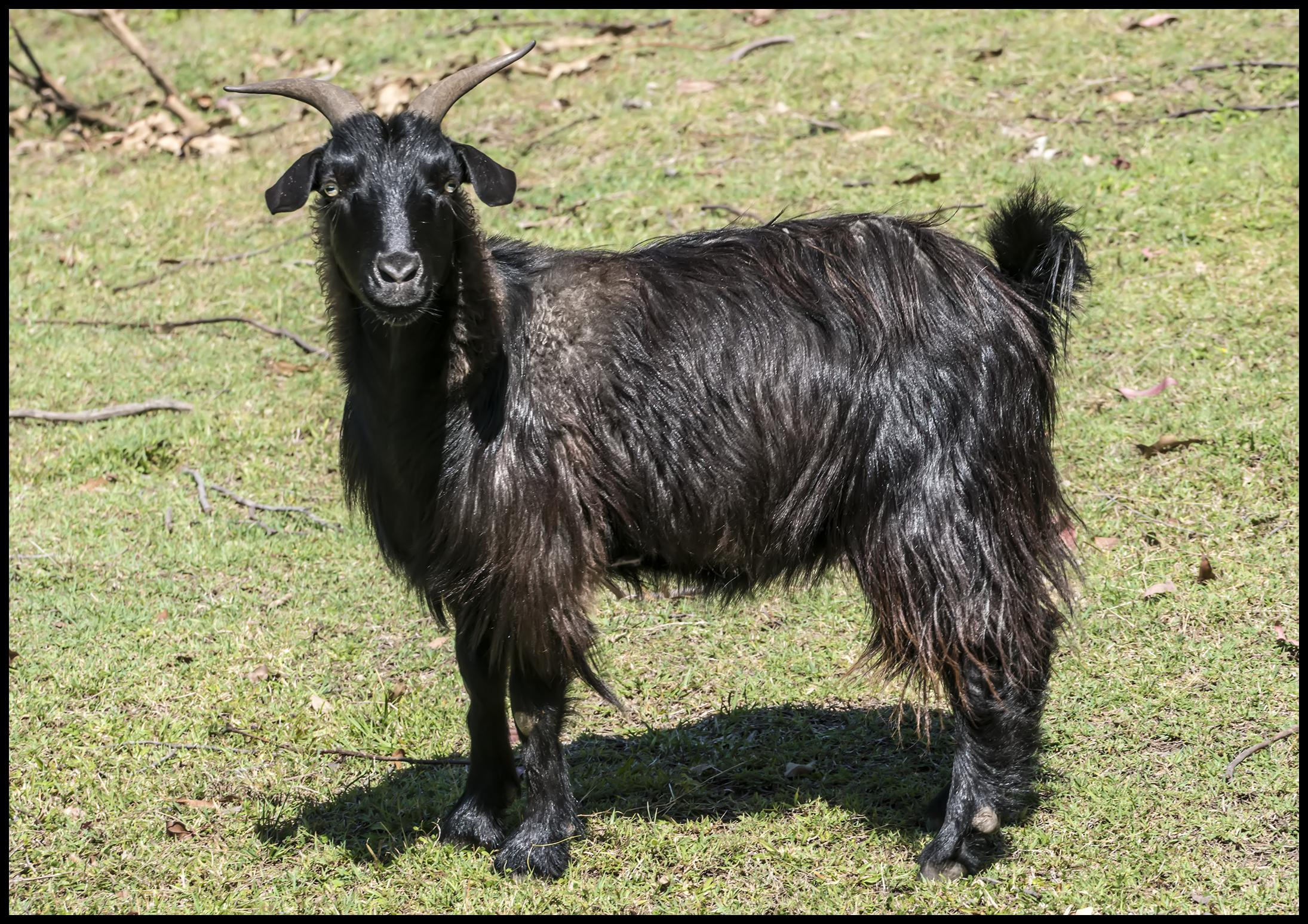
Bouc noir.

Les chèvres qui n'expriment pas l'allèle dominant d'Agouti (aa) présentent un pelage totalement noir : il s'agit d'une robe récessive, également nommée « noir récessif ».

### Robes à plages blanches
Les robes à plages blanches des chèvres consistent en des zones blanches irrégulières sur des robes pigmentées, à transmission vraisemblablement dominante. Deux allèles hypothétiques sont référencés, notés S pour spotting : S+ pour le type sauvage, et Sc.

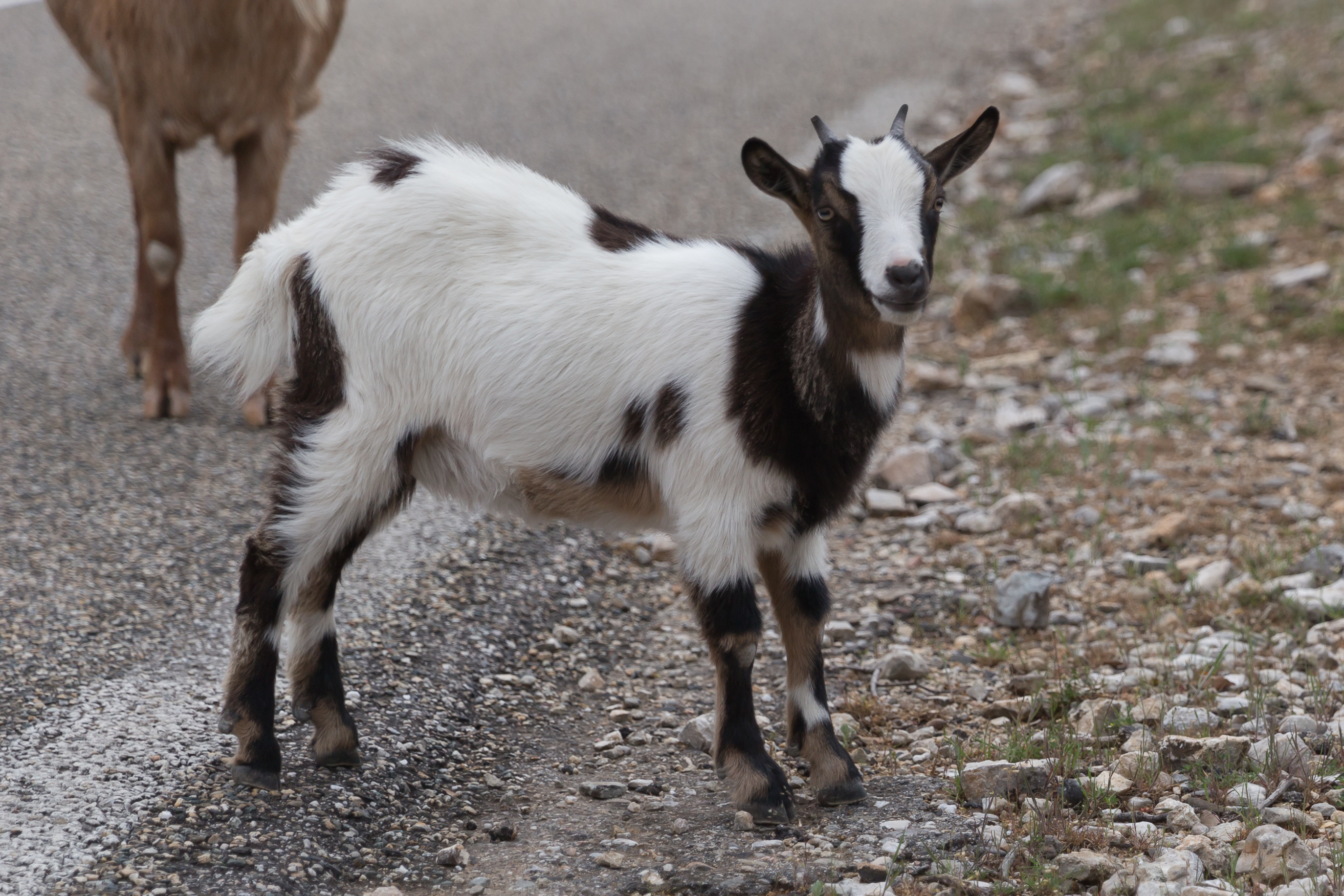
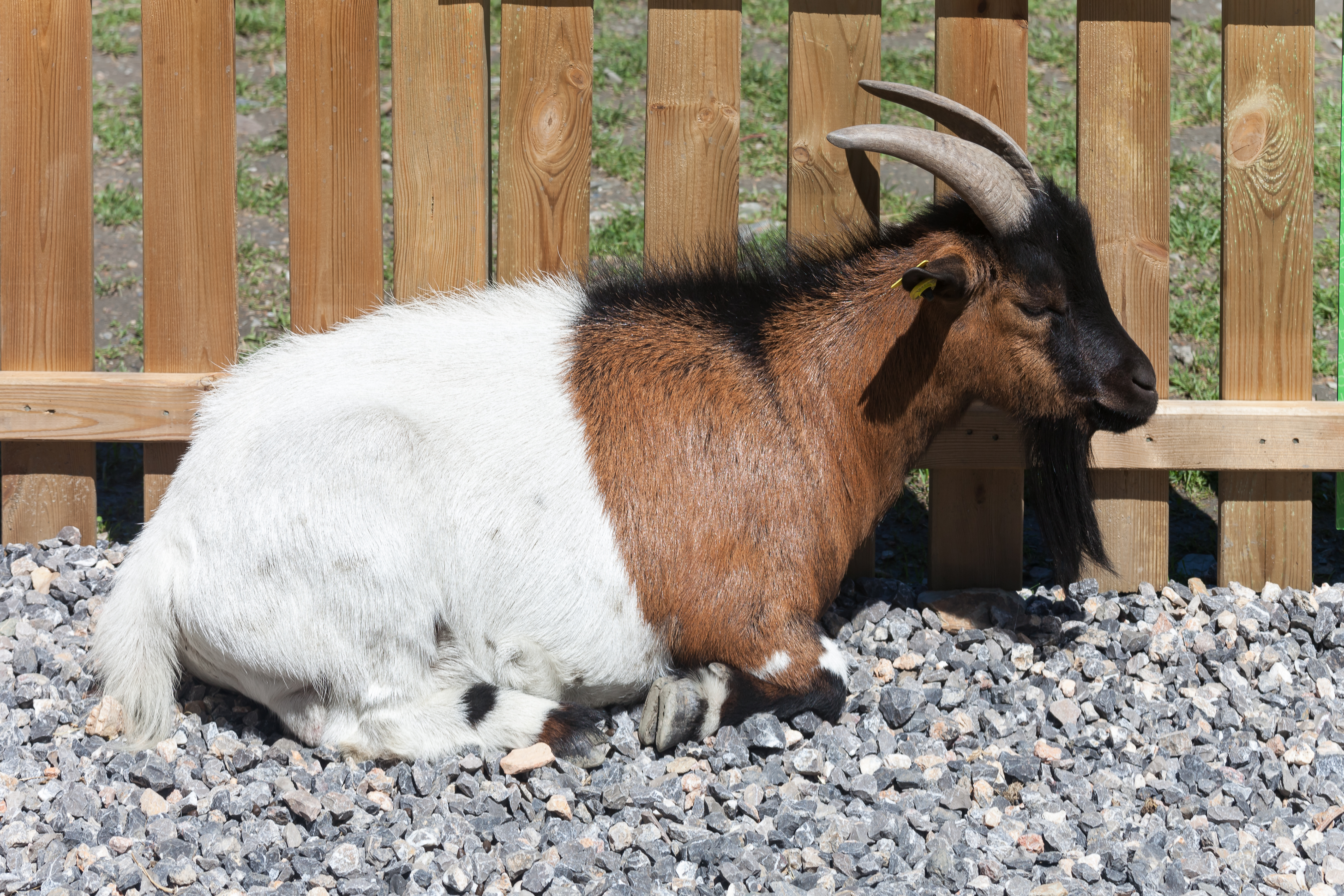
Chèvre à plage blanche, sur une base Abm.

## Histoire
La diversité des robes chez les chèvres s'est accrue à la suite de la domestication. Les premières études sur l'héritabilité de la pigmentation de la chèvre sont conduites en 1928 et 1941 (en Russie), et permettent de conclure à la dominance du pigment marron sur le pigment noir. Cette hypothèse est confirmée en 1950, quand paraît une étude à propos d'un célèbre bouc britannique de pelage marron, réputé pour n'avoir jamais donné naissance à un chevreau noir.
Les études sur la diversité des robes de la chèvre n'ont été conduites qu'à partir des années 1989 et 1990, sur la base de l'observation des couleurs enregistrées dans un registre généalogique.